# ساتشيداناندا فاتسيايان
ساتشيداناندا هيراناندا فاتسيايان (ديوناكري: सच्‍चिदानन्‍द हीरानन्‍द वात्‍स्‍यायन) المعروف باسمه المستعار أغيايا (ديوناكري: अज्ञेय، بمعنى «الغامض») شاعر وروائي وصحفي هندي، رائد النزعات العصرية في الشعر والرواية والنقد والصحافة الهندية، ومن أبرز أنصار Nayi Kavita (الشعر الجديد) وPrayog (التجارب) في الأدب الهندي المعاصر. شارك فاتسيايان في تحرير السلسلة الأدبية «سابتاكس» وأسس مجلة دينامان [الإنجليزية] الأسبوعية.
ترجم أغيايا بعض أعماله وأعمال مؤلفين هنود آخرين إلى الإنكليزية، كما ترجم عدداً من الأعمال الأدبية العالمية إلى الهندية.